# フェニルセリンアルドラーゼ
フェニルセリンアルドラーゼ(Phenylserine aldolase、EC 4.1.2.26)、以下の化学反応を触媒する酵素である。
L-トレオ-3-フェニルセリン{\displaystyle \rightleftharpoons }グリシン + ベンズアルデヒド
従って、この酵素の基質はL-トレオ-3-フェニルセリンのみ、生成物はグリシンとベンズアルデヒドの2つである。
この酵素はリアーゼ、特に炭素-炭素結合を切断するアルデヒドリアーゼに分類される。系統名は、L-トレオ-3-フェニルセリン ベンズアルデヒドリアーゼ (グリシン形成)(L-threo-3-phenylserine benzaldehyde-lyase (glycine-forming))である。他に、L-threo-3-phenylserine benzaldehyde-lyase等とも呼ばれる。補因子として、ピリドキサールリン酸を必要とする。

## 構造
2007年末時点で、1つの構造が解かれている。蛋白質構造データバンクのコードは、1V72である。